# Zacatitla
Zacatitla är en ort i Mexiko.   Den ligger i kommunen Chicontepec och delstaten Veracruz, i den sydöstra delen av landet, 200 km nordost om huvudstaden Mexico City. Zacatitla ligger 433 meter över havet och antalet invånare är 292.
Terrängen runt Zacatitla är kuperad åt sydväst, men åt nordost är den platt. Runt Zacatitla är det ganska tätbefolkat, med 86 invånare per kvadratkilometer. Närmaste större samhälle är Chicontepec de Tejada, 5,1 km nordväst om Zacatitla. Omgivningarna runt Zacatitla är en mosaik av jordbruksmark och naturlig växtlighet.